# 刚毛荸荠
刚毛荸荠（学名：Eleocharis valleculosa Ohwi），也称具槽稈荸荠，是一种莎草科植物。生长在浅水中，海拔150-880米。这种植物中国各地均有分布，主要分布于华东、华北和东北地区；印度、朝鲜、日本、美洲也有。